# حافة (هندسة)

مضلع محدود بأضلاع، هذا المربع له 4 أضلاع

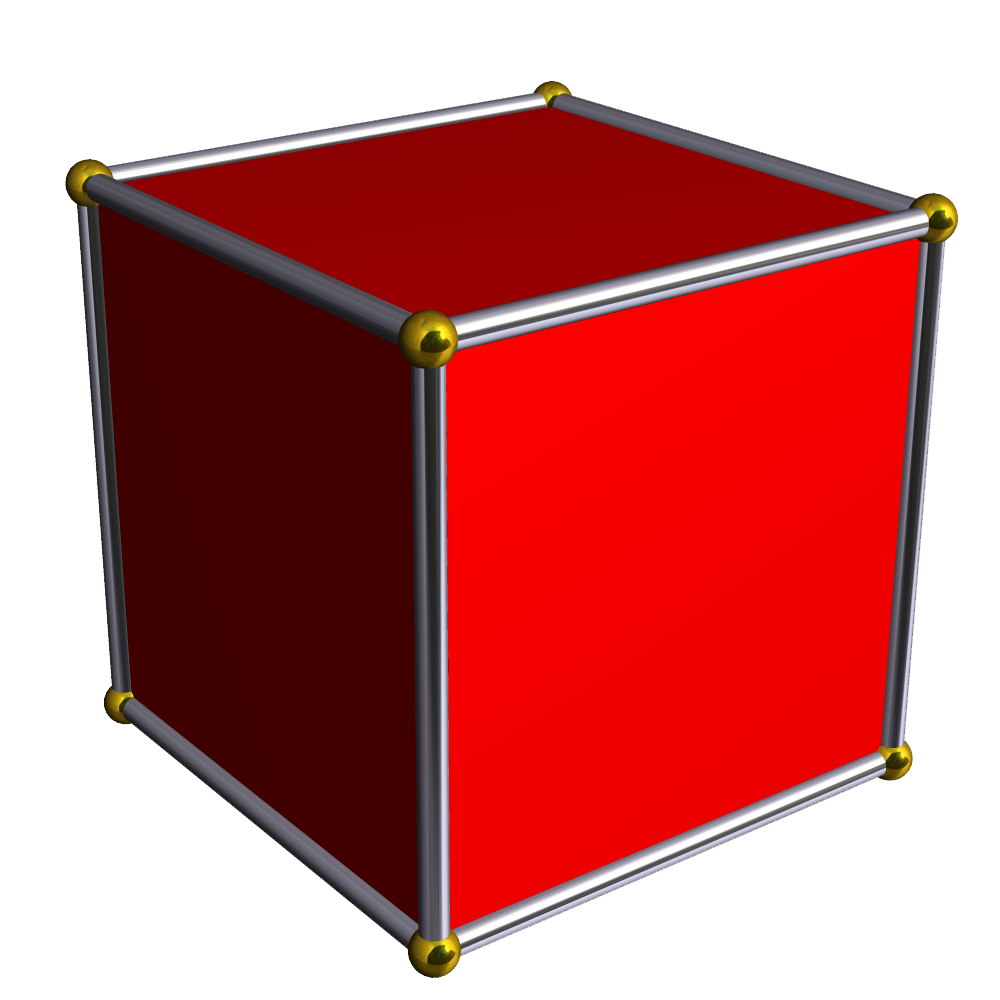
كل حافة (أو حرف) تلتقي فيه اثنان من الاوجه المتتاليه لمتعدد الأوجه، مثل هذا المكعب.

الحَافَة (بتخفيف الفاء، أي: بغير تشديدٍ، وتُجمَع على حافَات وحَيْف وحِيَف، لا على حواف) نوعٌ خاص من القطع المستقيمة التي تربِط رأسين في متعدد الأكناف. وأما في في المضلع، فالضلع قطعةٌ مستقيمة تربط اثنين من رؤوسه المتتالية. وأما في متعدد الوجوه، أو متعدد الجوانب عمومًا، الحافَة أو الحرف قطعةٌ مستقيمة يلتقي فيه اثنان من وجوه متتالية.

## عدد الحافات في متعدد السطوح
في أي سطح محدب متعدد السطوح له خاصية أويلر
V – E + F = 2
حيث V هو عدد الرؤوس، و E هو عدد الأضلاع، و F هو عدد الوجوه.
تُعرف هذه المعادلة بصيغة أويلر لمتعدد السطوح. وبالتالي فإن عدد الأضلاع أقل بمقدار 2 من مجموع أعداد الرؤوس والوجوه معًا. على سبيل المثال، يحتوي المكعب على 8 رؤوس، و 6 أوجه، وبالتالي فإن للمكعب 12 حافة.

## الالتقاء مع الوجوه الأخرى
في أي مضلع تلتقي حافتان عند كل رأس، وبشكل أكثر شمولًا وفقًا لنظرية بالينسكي، فإن عدد (ن) من الحافات على الأقل تلتقي عند كل رأس من رؤوس متعدد الجوانب المحدب نوني الأبعاد (الذي تقع وجوهه في عدد ن من المستويات). وبالمثل، في متعدد السطوح، يلتقي وجهان يكون كل منهما في مستوى ثنائي الأبعاد بالضبط عند كل حافة. بينما في الأشكال المتعددة الأبعاد الأعلى تلتقي وجوه ثنائية الأبعاد أو أكثر عند كل حافة.

## مصطلحات بديلة
في نظرية متعددات السطوح المحدبة عالية الأبعاد، فإن وجه أو جانب متعدد السطوح الذي له عدد (ن) من الأبعاد يكون في مستوى يقع في عدد (ن - 1) من الأبعاد، والأضلاع تكون في مستوى له (ن - 2) من الأبعاد، وتقع القمة أو الرأس «أ» في المستوى الذي له (ن - 3) من الأبعاد الأبعاد. وهكذا، فإن حافات المضلع تكون هي نفسها جوانبه، وحافات متعدد السطوح المحدب ثلاثي الأبعاد هي نفسها أضلاعه، وحافات متعدد السطوح رباعي الأبعاد هي قممه.

## شطب الحافات

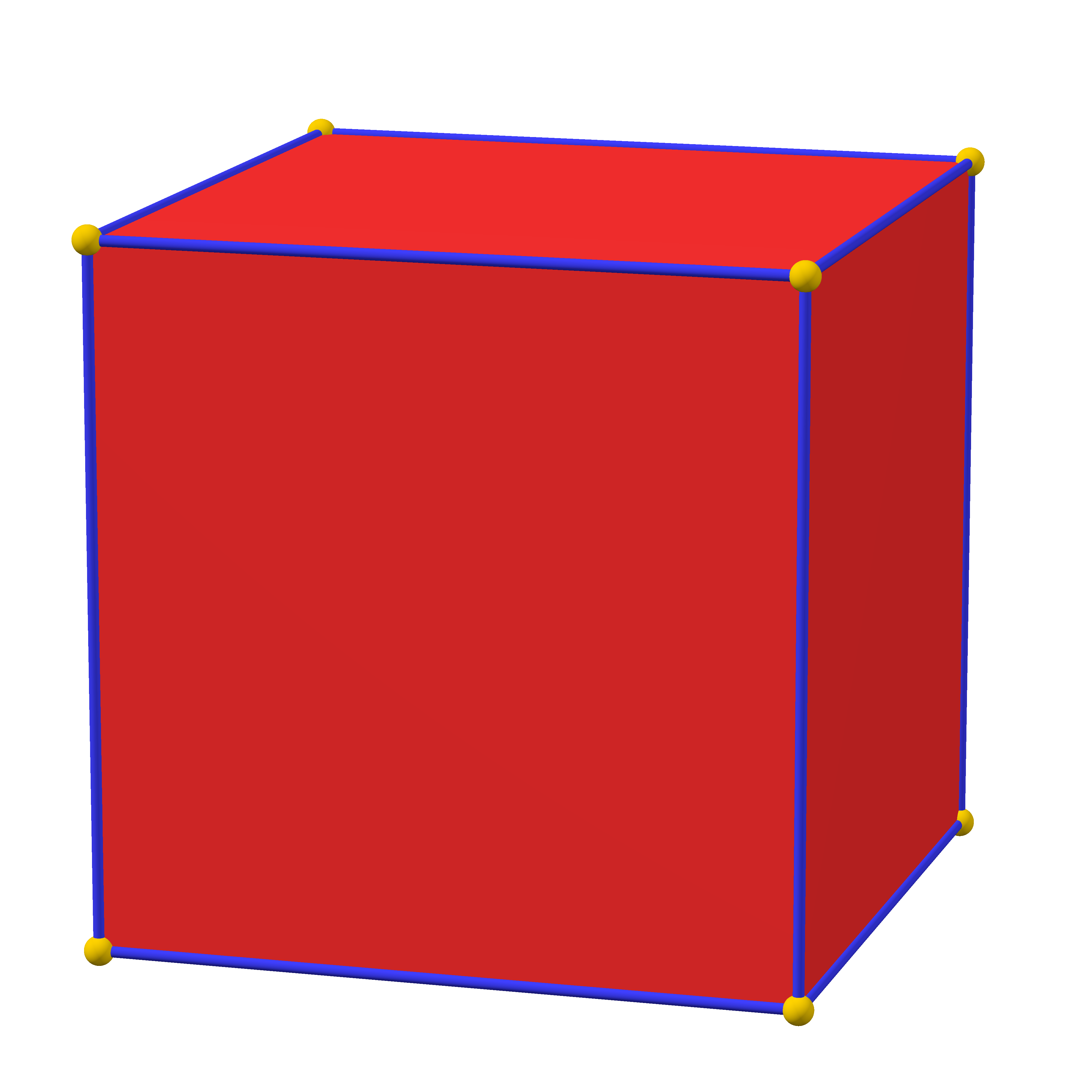
مكعب ذات حافات غير مشطوبة

شطب أو اقتطاع الحافة هو عامل طوبولوجي يعدل متعدد السطوح إلى آخر، ويكون في عمله مشابها لعملية التمدد، بحيث تتحرك الوجوه بعيدًا عن بعضها البعض وللخارج، إلا أنها تحافظ أيضًا على الرؤوس الأصلية للشكل متعدد السطوح. بالنسبة إلى متعددات الوجوه، تضيف هذه العملية وجهًا سداسيًا جديدًا بدلاً من كل حافة أصلية.

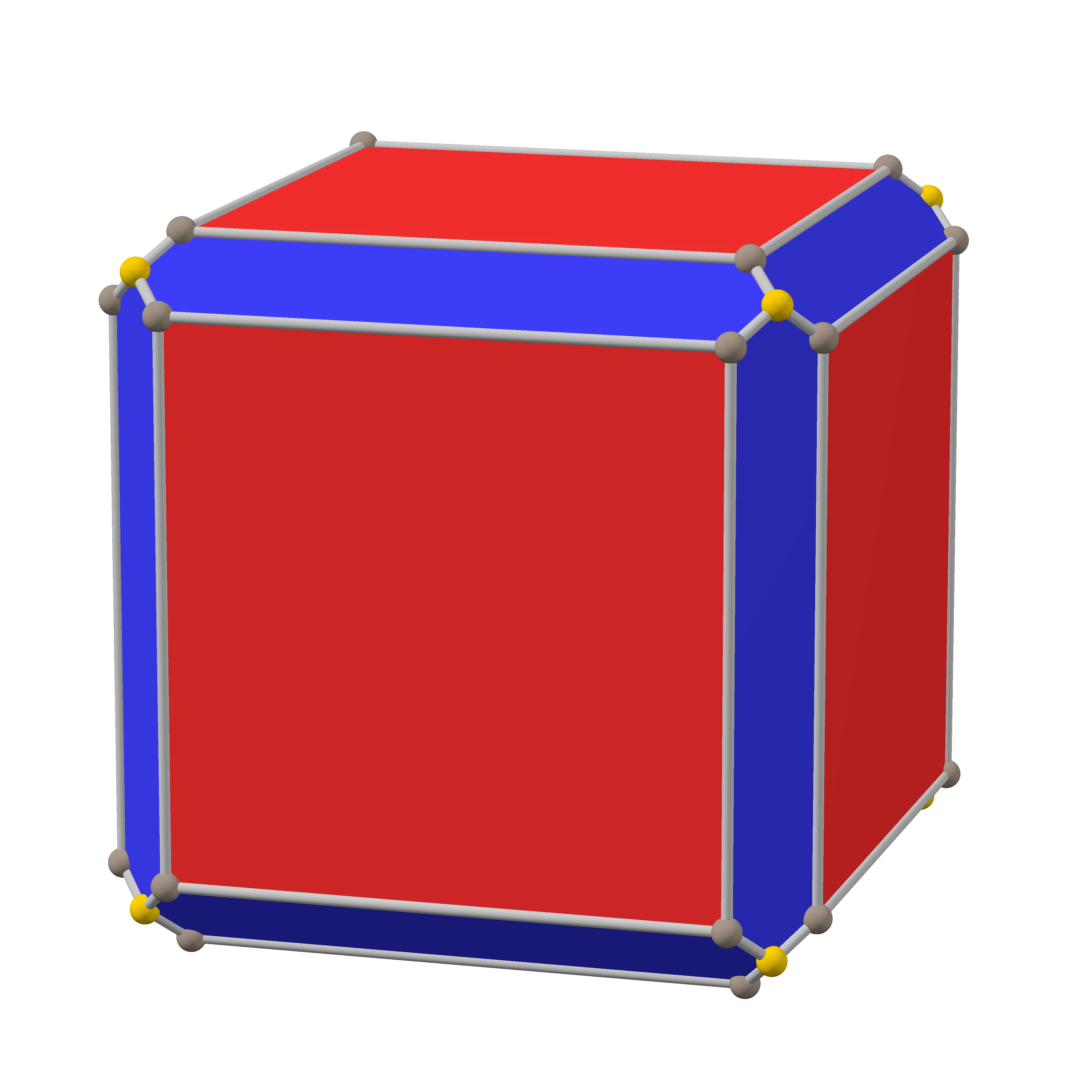
مكعب مشطوب الحافات قليلا

يتم تمثيل متعدد السطوح وفقًا لطريقة تدوين كونواي بالحرف ج. ومن ثم سيكون متعدد الوجوه مع الحافات «ح» شكلًا مشطوفًا يحتوي على عدد «2ح» رؤوس جديدة، و «3ح» حافات جديدة، و «ح» وجوه سداسية جديدة.